# Подчерье (река)
Подчерье (устар. Подчерем, Подчер, Подчерема) — река на территории Вуктыльского округа в Республике Коми, правый приток реки Печоры. Длина реки — 178 км. Площадь водосборного бассейна — 2710 км².
Река берёт начало на западных склонах Северного Урала. Исток находится севернее вершины Мирон-Ван-Нёр (977 м НУМ), лежит на водоразделе с бассейном Щугора. Первые километры течёт в горной местности, течение бурное, делает большую петлю, огибая гору Редка.
В среднем течении река выходит на предгорья Урала, течение чуть замедляется. Генеральное направление течения — северо-запад. В среднем и нижнем течении река образует многочисленные острова и протоки. Всё течение реки проходит по ненаселённой холмистой тайге, кроме села Подчерье в устье реки других населённых пунктов на берегах нет. Встречаются избы, которые используют туристы, рыбаки и охотники, у устья реки Орловка одноимённая покинутая деревня.
Берега реки в основном поросли густым лесом (ель, пихта, береза и кедр), встречаются скалистые выходы. В русле много каменистых перекатов и порожков, перекаты чередуются с плёсами.
В районе впадения Подчеремвожа ширина реки составляет около 25 метров, скорость течения 0,7 м/с. У устья реки Малая Емель Подчерье расширяется до 70-90 м, скорость течения 0,6 м/с. Впадает в Печору в селе Подчерье.
Питание снеговое и дождевое. Замерзает в начале ноября, вскрывается в мае.

## История
Река Почерья впервые появилась на карте в 1722 году. Геодезист Ф. Молчанов, работавший в бассейне верхней Печоры в 1720–1721 годах, изобразил её на своей карте южного участка Печоры.

## Данные водного реестра
Код объекта в государственном водном реестре — 03050100212103000061784.

### Притоки
(км от устья)
- 21 км: река Орловка (пр)
- 22 км: река Орловка-Ель (лв)
- 34 км: река Большая Древятница (лв)
- 42 км: река Летник (пр)
- 49 км: река Оселок (пр)
- 64 км: река Кобылка (лв)
- 68 км: река Тименка (лв)
- 82 км: река Малая Емель (лв)
- 91 км: река Залазная (пр)
- 96 км: река без названия (лв)
- 118 км: река Васька-Кемасъныель (пр)
- 126 км: река Большой Емель (лв)
- 132 км: река Подчеремвож (пр)